# Muonionalusta (meteoryt)
Muonionalusta – meteoryt żelazny należący do oktaedrytów grupy IV A. Fragmenty tego meteorytu znajdowane są w gminie Pajala, na terenie północnej Szwecji, około 150 km na północ od koła podbiegunowego. Po raz pierwszy znaleziony w 1906 roku. W meteorycie Muonionalusta zawartość niklu wynosi 8,42%.
W sumie znaleziono kilkaset kilogramów tego meteorytu.
Jako jeden z nielicznych meteorytów na świecie, i jedyny wśród żelaznych, zawiera naturalny stiszofit (powstały w czasie impaktu). 
Wiek powstania troilitu z tego meteorytu wydatowano metodą Pb-Pb na około 4,565 mld lat, co czyni go najstarszym wśród wydatowanych ciał naszego Układu Słonecznego. Substancja meteorytu pochodzi z jądra niewielkiej asteroidy, która rozpadła się około 400 mln lat temu. 